# Sam Ryder
Sam Ryder, född 25 juni 1989 i Maldon i Essex, är en brittisk sångare och låtskrivare.
Ryder började sin musikaliska karriär i hårdrocksbandet The Morning After och har även medverkat i banden Blessed By A Broken Heart samt Close Your Eyes. Han har varit aktuell som solist sedan 2016. Hans debutalbum There's Nothing But Space, Man! släpptes 2022.
Ryder representerade Storbritannien i Eurovision Song Contest 2022 i Turin, med sången "Space Man". Bidraget hamnade på andra plats i finalen vilket var Storbritanniens bästa placering sedan 1998. Bidraget vann juryns röster.

## Diskografi[4]

### Studioalbum
| År   | Titel                           |
| ---- | ------------------------------- |
| 2022 | There's Nothing But Space, Man! |

### EP
| År   | Titel                |
| ---- | -------------------- |
| 2021 | The Sun's Gonna Rise |

### Singlar
| År   | Titel                                            | Album/EP                        |
| ---- | ------------------------------------------------ | ------------------------------- |
| 2019 | Set You Free                                     | inget album                     |
| 2021 | Whirlwind                                        | The Sun's Gonna Rise            |
| 2021 | Tiny Riot                                        | The Sun's Gonna Rise            |
| 2021 | July                                             | The Sun's Gonna Rise            |
| 2021 | More                                             | The Sun's Gonna Rise            |
| 2021 | The Sun's Gonna Rise                             | The Sun's Gonna Rise            |
| 2022 | SPACE MAN                                        | There's Nothing But Space, Man! |
| 2022 | Somebody                                         | There's Nothing But Space, Man! |
| 2022 | Living Without You (med Sigala och David Guetta) | There's Nothing But Space, Man! |
| 2022 | All The Way Over                                 | There's Nothing But Space, Man! |
| 2023 | Put a Light on Me                                | There's Nothing But Space, Man! |
| 2023 | You Got the Love                                 | inget album                     |
| 2023 | Mountain                                         | inget album                     |
| 2023 | Fought & Lost (med Brian May)                    | inget album                     |

Notering: Whirlwind, Tiny Riot och More inkluderades även senare på albumet There's Nothing But Space, Man!